# ホアキン・ルイス
ホアキン・ルイス・ジョレンテ（Joaquín Ruiz Llorente、1959年1月12日 - ）は、スペインのマドリード出身の柔道選手。階級は71kg級。身長178cm。

## 人物
1984年のヨーロッパ選手権71kg級で3位になった。1987年の地中海競技大会では3位だった。1988年のヨーロッパ選手権では優勝するも、ソウルオリンピックでは7位に終わった。1991年に地元スペインのバルセロナで開催された世界選手権では決勝まで進むも、古賀稔彦に有効で敗れたが銀メダルを獲得した。1992年のヨーロッパ選手権では3位だったが、バルセロナオリンピックでは3回戦で敗れた。引退後はコーチになると、2018年の世界選手権90㎏級で優勝したニコロス・シェラザディシビリなどを指導した。

## 主な戦績
- 1984年 - ヨーロッパ選手権　3位
- 1987年 - 地中海競技大会　3位
- 1988年 - ハンガリー国際　優勝
- 1988年 - ヨーロッパ選手権　優勝
- 1988年 - ソウルオリンピック　7位
- 1991年 - 世界選手権　2位
- 1992年 - ヨーロッパ選手権　3位